# Wiciokrzew pomorski

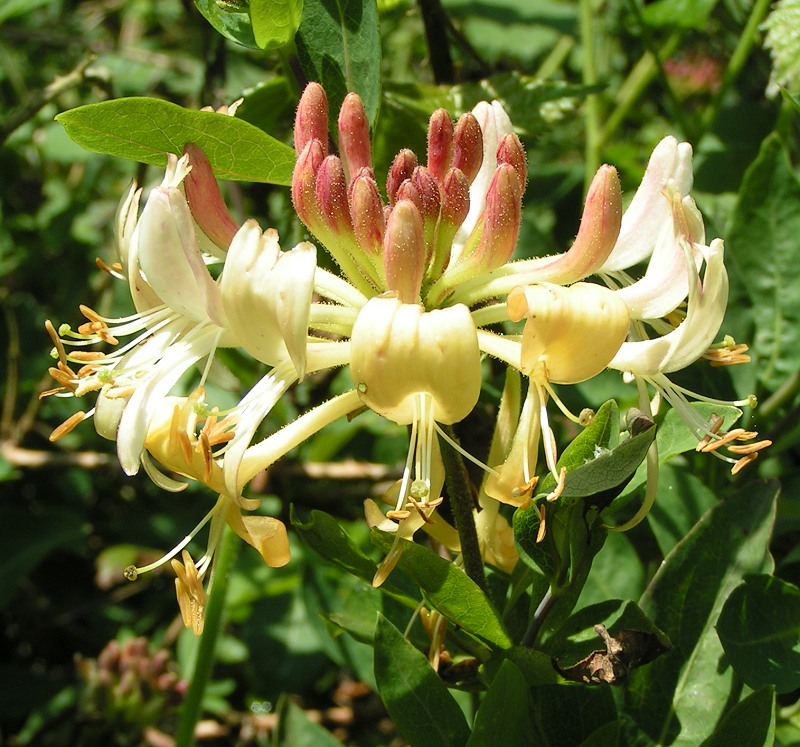
Kwiatostan

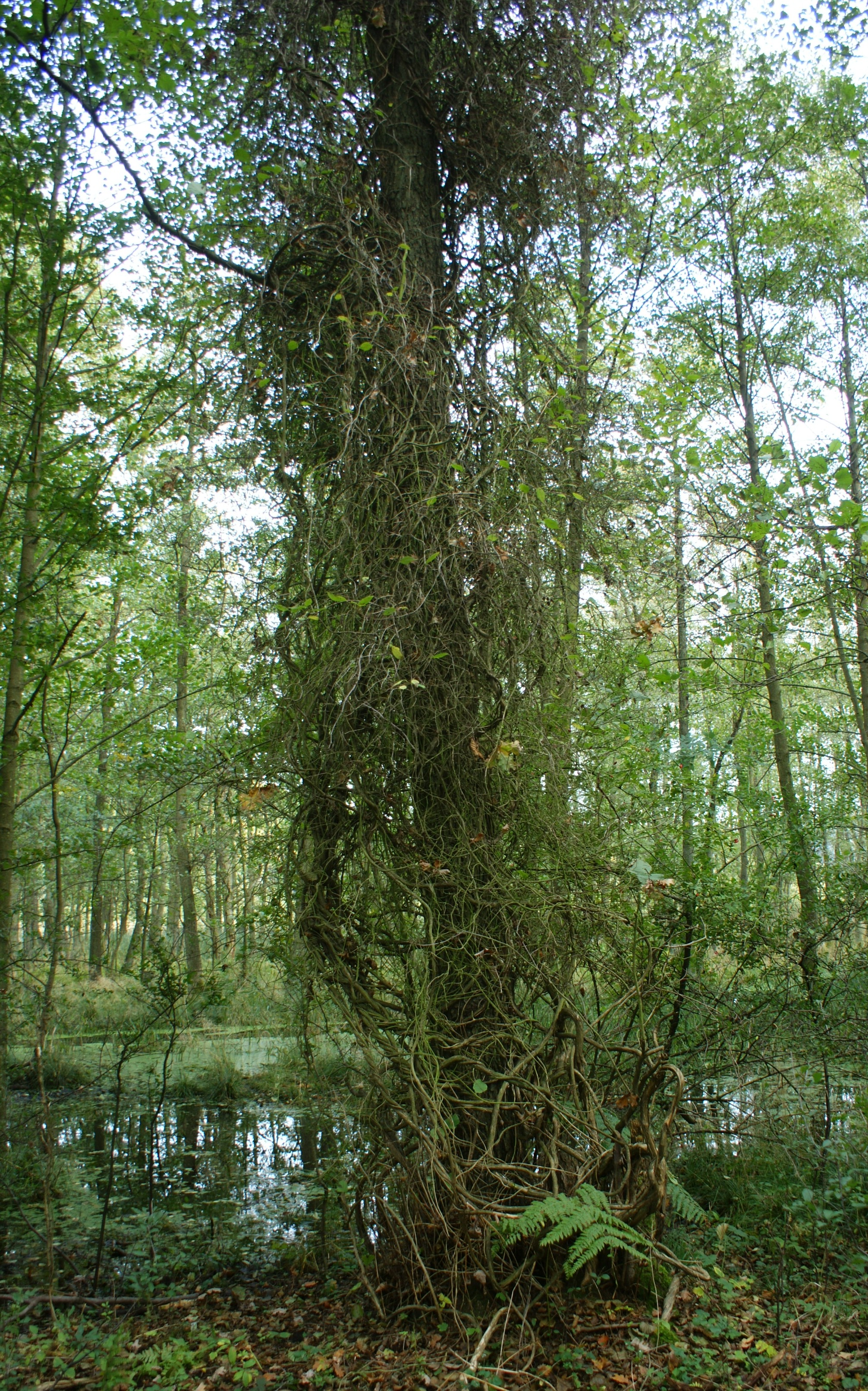
Pokrój pnącza

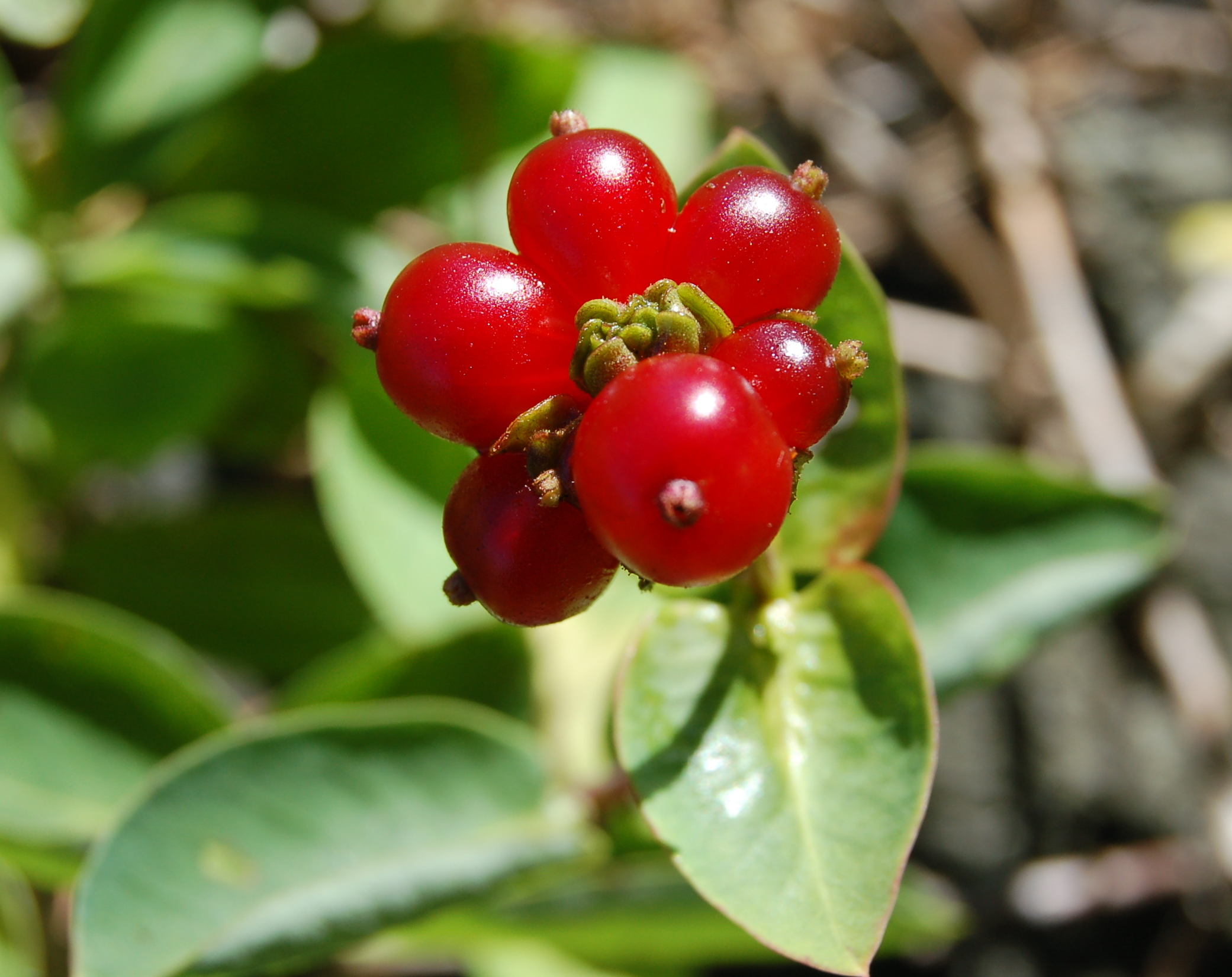
Owoce

Wiciokrzew pomorski (Lonicera periclymenum L.) – gatunek zdrewniałego pnącza należący do rodziny przewiertniowatych. Występuje w Europie Zachodniej i Południowej, w Polsce osiąga wschodnią granicę zasięgu. Roślina często uprawiana, głównie ze względu na efektowne, silnie pachnące kwiaty. Wyhodowano szereg odmian uprawnych. Dawniej gatunek wykorzystywany był także jako leczniczy. Na stanowiskach naturalnych w Polsce podlega częściowej ochronie prawnej. Czerwone, kuliste owoce są lekko trujące.

## Rozmieszczenie geograficzne
Gatunek subatlantycki o zasięgu obejmującym obszary w Europie znajdujące się pod wpływem klimatu oceanicznego, charakteryzującego się ciepłym, niezbyt gorącym latem i łagodną zimą.
Na północy jego zasięg sięga po Szetlandy, zachodnie wybrzeża Norwegii, następnie przez południową część Półwyspu Skandynawskiego, Gotlandię po wybrzeża Zatoki Gdańskiej. Granica zasięgu biegnie następnie w kierunku południowym do pogórza alpejskiego i wzdłuż niego do wybrzeży Morza Śródziemnego. Nieliczne stanowiska znajdują się w pasie wybrzeży Półwyspu Apenińskiego oraz na wschodnim wybrzeżu Adriatyku. Na południu rośnie na całym niemal Półwyspie Iberyjskim oraz na północnych krańcach Afryki, w Maroku. Najliczniej spotykany jest w lasach na wybrzeżach Atlantyku (w Polsce nad Bałtykiem).
Jako gatunek zawleczony notowany jest w Ameryce Północnej; w części wschodniej – Nowej Szkocji, Ontario i Maine oraz na zachodzie w Waszyngtonie i Oregonie.
Przez Polskę przebiega wschodnia granica zwartego zasięgu wiciokrzewu. Na stanowiskach naturalnych występuje głównie w północno-zachodniej oraz południowo-zachodniej Polsce. Najliczniejsze stanowiska ciągną się wzdłuż brzegów Bałtyku, pasem zwężającym się ku wschodowi. W rejonie wysp Wolin i Uznam oraz na Nizinie Szczecińskiej gatunek ten jest rozpowszechniony i w wielu miejscach rośnie bardzo obficie. Rozproszone stanowiska znajdują się w pasie pojezierzy między wybrzeżem i dolinami Warty i Noteci. W południowo-zachodniej Polsce wiciokrzew pomorski rośnie na wielu stanowiskach na Przedgórzu Sudeckim, Nizinie Śląsko-Łużyckiej, Nizinie Śląskiej oraz na Wale Trzebnickim (po okolice Krotoszyna i Kępna). Wiele stanowisk w południowo-zachodniej Polsce ma najwyraźniej charakter antropogeniczny. W zachodniej i północnej Polsce rozpowszechniany był dawniej przez leśników niemieckich, sadzony był przy osadach leśnych i przy drogach, także dla osłony budowli wojskowych w obszarach umocnionych. Gatunek poza tym skutecznie rozsiewany jest z miejsc uprawy przez ptaki.
W Wielkopolsce nieliczne, uznawane za naturalne stanowiska, znajdują się w powiecie szamotulskim. Niektórzy autorzy podejrzewają, że naturalne może być stanowisko w obrębie Wielkopolskiego Parku Narodowego w uroczysku Wypalanki. Izolowane stanowisko na Mazowszu chronione jest w rezerwacie Biele Chojnowskie, choć prawdopodobnie jest pochodzenia antropogenicznego.
Na pogórzu sięga do wysokości 600–700 m n.p.m.

## Morfologia
PokrójPnącze prawoskrętne, osiągające wysokość zwykle do 5 m wysokości, rzadko wyższe (do 10–12 metrów, z Wolińskiego Parku Narodowego podawano okazy o wysokości 18 metrów). Owija się wokół podpór (np. pni drzew). Różne części rośliny okryte są włoskami gruczołkowymi, które są też przyczyną lepkości końcowych, kwitnących odcinków pędów.
ŁodygaPędy gładkie, okrągłe, o długich międzywęźlach i niezgrubiałe w węzłach. Roczne pędy zwykle szaro owłosione i często purpurowo nabiegłe. Starsze okryte popielatoszarą, włóknistą i łuszczącą się korą. Osiągają do kilku cm średnicy. Pąki są wąskostożkowate, ułożone nakrzyżlegle (rzadko 3 w okółku), silnie odstają od pędu. Okryte są wieloma, jasnobrązowymi łuskami, na grzbiecie zaostrzonymi. Ślady po liściach są ciemnoszare, wąskie i osadzone na wyraźnej podstawce. Na pędach widoczne są bardzo liczne, koliste i czarne przetchlinki o różnej wielkości.

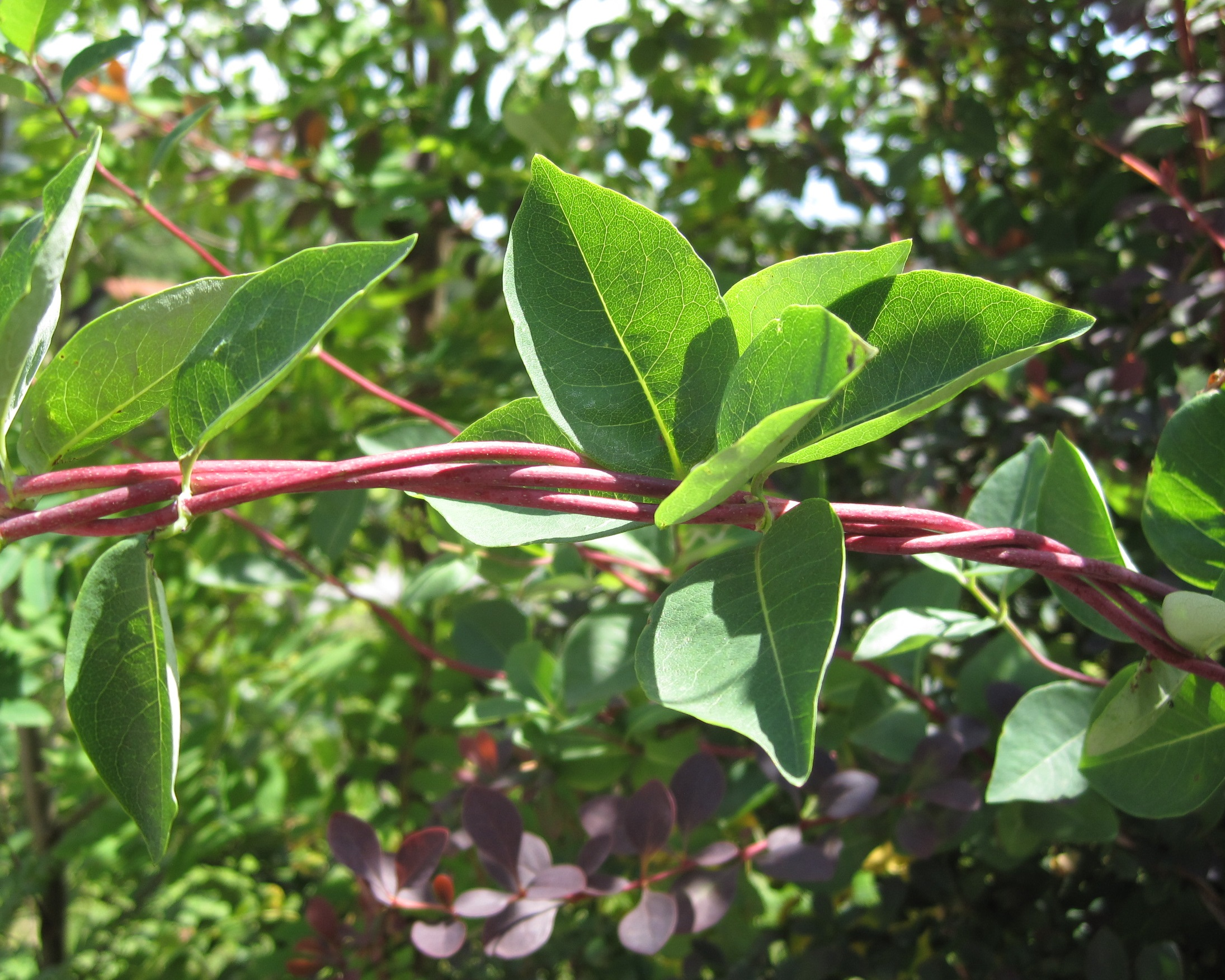
Purpurowo nabiegłe młode pędy
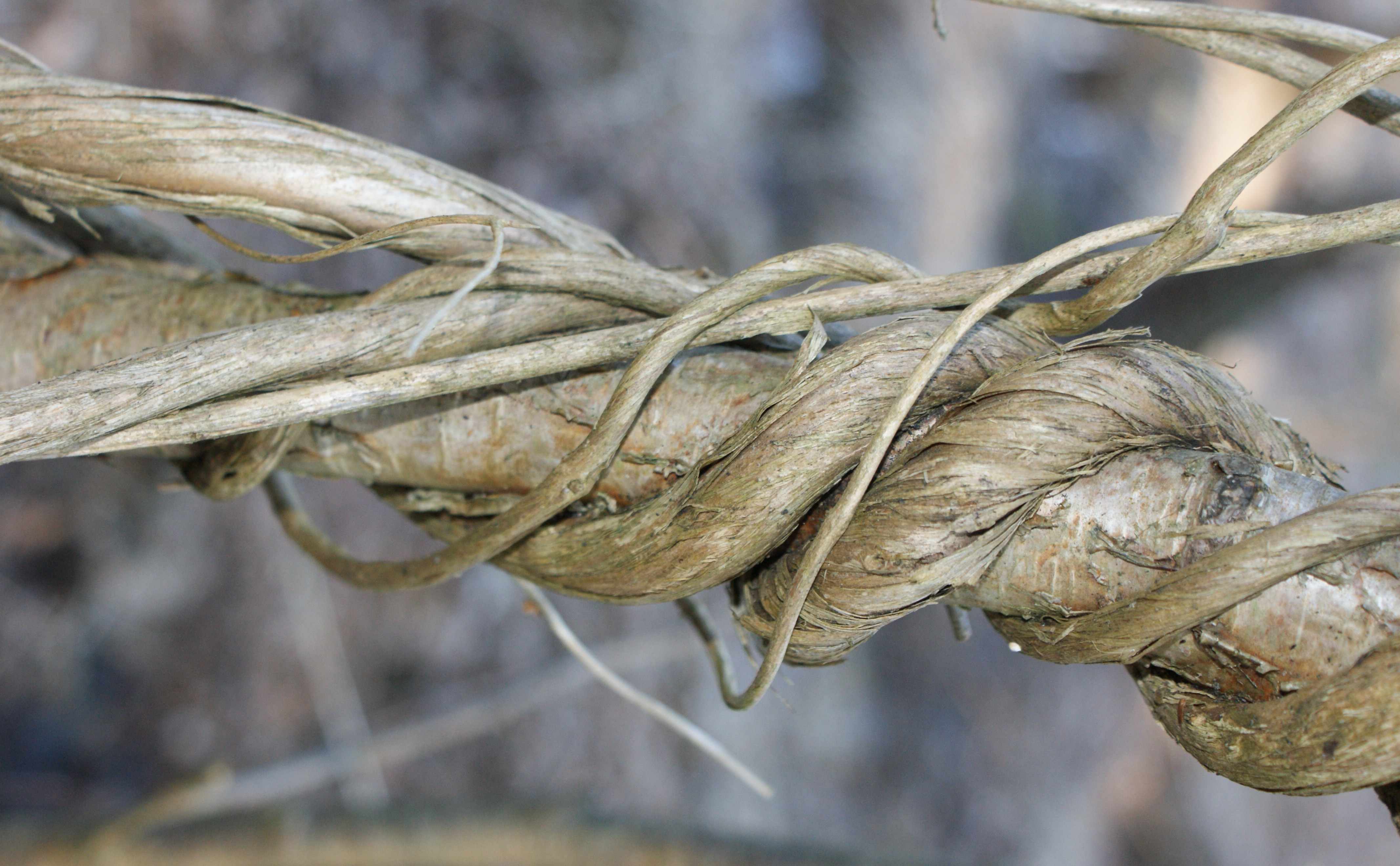
Gładka kora na młodszych i włóknista na starszych pędach
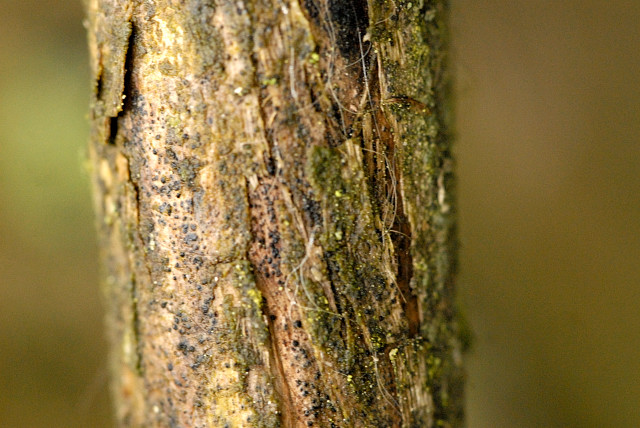
Kora na starym pędzie

LiścieUlistnienie naprzeciwległe. Liście krótkoogonkowe (ogonek do 7 mm długości), górne siedzące, ale nie zrośnięte u nasady. Blaszka o długości 4–6 cm (rzadko do 9 cm), eliptyczna lub odwrotnie jajowata, na szczycie zaostrzona lub tępa. Brzegi są zwykle całe, choć zdarzają się liście zatokowato wcinane. Za młodu liście są owłosione, z czasem stają się nagie. Z wierzchu są ciemnozielone, od spodu jaśniejsze, sinozielone.
KwiatySkupione po 3 w wierzchotkach, które z kolei zebrane są w 3–5 okółków tworzących zbity kwiatostan w formie nibygłówki, wyrastający na ogruczolonej szypułce długości 4–9 cm na końcach pędów. Poszczególne kwiaty wsparte są drobnymi podkwiatkami o długości 1–2 mm, częściowo osłaniających zalążnię. Okwiat, jak i cały kwiat pięciokrotny, składa się z krótkiego, ogruczolonego kielicha oraz grzbiecistej korony (do 4–5 cm długości) o wyciągniętej rurce (do 2,5 cm długości). Korona jest w pąku i za młodu często purpurowo nabiegła, w czasie kwitnienia kremowobiała, po czym w miarę przekwitania coraz bardziej żółknie. Cała od zewnątrz ogruczolona. Rurka kończy się dwiema odgiętymi wargami, z których dolna jest niepodzielona, a górna, tworzona z 4 zrośniętych płatków, rozcięta jest na 4 łatki. Pręciki w liczbie 5, o zróżnicowanej długości wystają poza rurkę korony. Słupek dolny z nitkowatą szyjką wystającą poza rurkę korony jeszcze dalej niż pręciki.

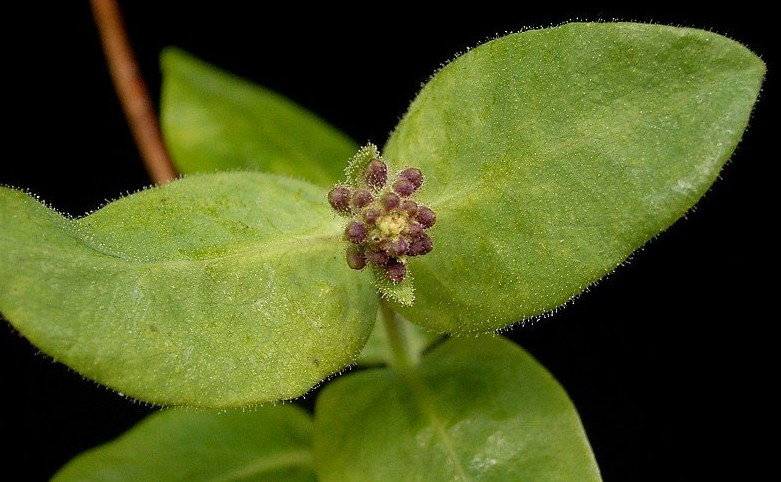
Ogruczolony szczyt pędu z kwiatami w pąkach
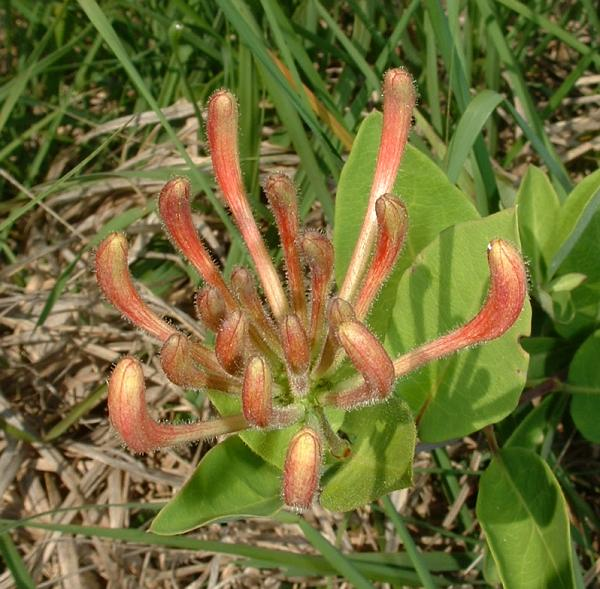
Ogruczolony kwiatostan tuż przed rozwinięciem kwiatów
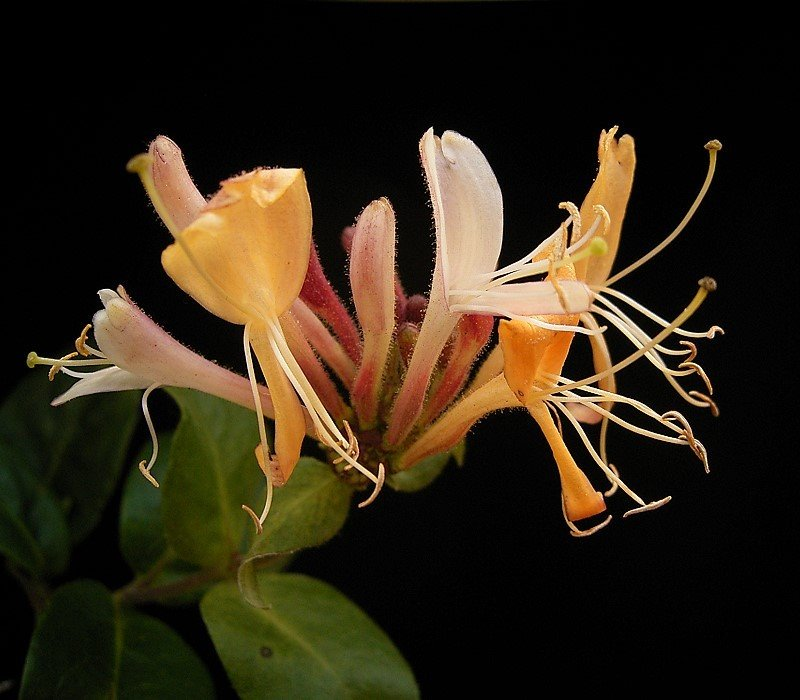
Żółte kwiaty z wzniesionymi słupkami – ostatnia faza kwitnienia

OwocCiemnoczerwone, kuliste i soczyste jagody z trwałymi ząbkami kielicha na szczycie, okryte lepkimi gruczołkami. Zawierają nieliczne nasiona.
NasionaOwalne o długości ok. 4 mm i szerokości 3 mm, na brzegach ścieśnione, odlegle, koliście żłobione. Powierzchnia falista, lekko błyszcząca, pomarańczowo-brązowa.

## Biologia

### Rozwój
Kiełkowanie i wzrostNasiona kiełkują wiosną. Część podliścieniowa (hipokotyl) siewki ma do 3 cm długości, jest naga, u dołu biała, w górze zielonawopurpurowa. Dwa nagie liścienie są delikatne, cienkie, jajowate, u nasady klinowate, a na wierzchołku zaokrąglone. Osiągają do 8 mm długości i 5 mm szerokości. Z wierzchu są zielone lub bladozielone, od spodu jaśniejsze i matowe. Część nadliścieniowa (epikotyl) osiąga do 5 mm długości jest fioletowopurpurowa i mogą na niej pojawiać się pierwsze odstające włoski. Kolejne międzywęźla są już wyraźnie owłosione. Pierwsze liście są naprzeciwległe i ich kształt jest zmienny – mogą być odwrotnie jajowate i wycięte na szczycie albo jajowate i zaostrzone. Nasada jest szeroko klinowata. Blaszka pierwszej pary liści jest naga i tylko orzęsiona na brzegu, na wiązkach przewodzących po dolnej stronie blaszki drugiej i trzeciej pary listków pojawiają się włoski. Owłosione są ogonki liści osiągające do 4 mm długości. Rośliny kiełkujące z nasion w pierwszym roku osiągają 10–30 cm wysokości. W kolejnych latach przyrosty roczne wynoszą 1–2 m. Maksymalną wysokość wiciokrzew osiąga w ciągu od 5 do 10 lat. Młode liście w warunkach łagodnego klimatu oceanicznego mogą zacząć się rozwijać już w styczniu, a w kwietniu listowie jest już rozwinięte. Liście opadają późno, bo w końcu października, niemal do końca nie zmieniając zielonego koloru.
KwitnieniePrzypada na okres od maja do czerwca, rzadziej do lipca (u odmiany ‘Serotina’ kwitnienie trwa do jesieni). Kwiaty przyjemnie i dość silnie pachną, szczególnie po zmierzchu. Otwarte pozostają przez trzy doby w miarę upływu tego czasu stopniowo blednąc i zmieniając położenie pręcików i słupków. Przedprątne kwiaty początkowo mają w dół i w bok odgiętą szyjkę słupka oraz wyprostowane pręciki. Podczas drugiej doby kwitnienia pręciki, które wysypały pyłek zginają się w dół, a szyjka słupka prostuje się. Kwiaty zapylane są przez owady wabione nektarem, barwnym i efektownym okwiatem oraz połyskliwą epidermą na wewnętrznej, wywiniętej stronie warg korony kwiatowej. Kwiaty mają tak długą rurkę korony, że mogą być zapylane tylko przez długotrąbkowe motyle z rodziny zawisakowatych. Inne owady mają utrudniony dostęp do nektaru nie tylko z powodu znacznej długości ciasnej rurki, ale także z powodu gładkości i natłuszczenia jej wewnętrznej powierzchni. Trzmiele i pszczoły radzą sobie jednak w ten sposób, że wygryzają otwór w rurce kwiatu i spijają nektar, nie doprowadzając do zapylenia. W przypadku braku odwiedzin owadów w kwiatach następuje samozapylenie.
RozsiewanieOwoce dojrzewają w sierpniu i wrześniu. Nasiona rozsiewane są przez ptaki, szczególnie przez wrony oraz drozdowate, przy czym przejście nasion przez przewód pokarmowy ptaka przyśpiesza ich kiełkowanie. Owoce zachowują się na pędach często do mrozów.
Rozmnażanie wegetatywneWedług niektórych źródeł, wiciokrzew pomorski rozmnaża się głównie wegetatywnie za sprawą płożących i korzeniących się pędów. Ponieważ zakwitają tylko te rośliny, które trafią i wespną się na odpowiednią podporę, sytuacja taka dotyczyć może gorszych warunków siedliskowych (np. silnego ocienienia), gdzie dominują rośliny płonne. Analizy genetyczne wykazały, że średnio tylko co czwarta roślina kwitnąca ulega podziałowi wegetatywnemu. Większość roślin na stanowiskach pochodzi z reprodukcji generatywnej.

### Anatomia i cechy fitochemiczne
Drewno wiciokrzewu ma kolor zielony. Cechą charakterystyczną, odmienną od innych przedstawicieli rodzaju, jest brak rdzenia. Drewno wiciokrzewów wyróżnia się poza tym wyjątkowo dużą liczną promieni drzewnych wynosząca powyżej 21 na odcinek długości 1 mm ustawiony poprzecznie do pnia.
GenetykaPodstawowa liczba chromosomów tego gatunku wynosi x = 9. Jako organizm diploidalny, wiciokrzew ma podwójny garnitur chromosomów (2n) wynoszący 18, choć stwierdzono także nieróżniące się morfologicznie rośliny o zwielokrotnionej liczbie chromosomów: 4x (2n=36) oraz 6x (2n=54).
FitochemiaRoślina zawiera m.in. taniny, flawonoidy, śluz, węglowodany, kwas salicylowy. Znane są z ziela tego gatunku glikozydy sekoirydoidowe: sekologanina (lonicerozyd), sekoksylagina, morronizyd i sekologanozyd. Charakterystyczny aromat wydzielany przez kwiaty o zmroku przypomina zapach lilii z nutą waniliowo-drzewną. Główne odoranty olejku eterycznego pozostają nieznane, stwierdzono jednak w olejku oksymy i szereg aminokwasów (leucynę, izoleucynę, fenyloalaninę i walinę).
Roślina trującaOwoce zawierają substancję goryczową i są lekko trujące dla ssaków po zjedzeniu dużej ilości. Owoce z powodu jaskrawo czerwonej barwy i słodkiego smaku są kuszące, zwłaszcza dla dzieci. Ich spożycie spowodować może zaburzenia trawienia, pracy serca i układu nerwowego, w skrajnych przypadkach prowadzące do śmierci. Głównymi objawami zatrucia są: wymioty, biegunka, pocenie się, łzawienie, przekrwienie twarzy z rozszerzonymi źrenicami, skurcze mięśni, tachykardia i zaburzenia rytmu serca, senność, czasem przechodząca w śpiączkę. Zazwyczaj uzdrowienie następuje w ciągu 48 godzin.

## Ekologia

### Siedlisko
Wiciokrzew pomorski spotkać można w świetlistych, rzadziej zacienionych lasach, gdzie rośnie jako podszyt, w zaroślach i zbiorowiskach okrajkowych. Jest to roślina światłolubna, która najsilniej rośnie i kwitnie w miejscach dobrze nasłonecznionych. W lasach optymalnie rozwija się na siedlisku lasu mieszanego bagiennego. Rośnie na glebach świeżych i wilgotnych, średniożyznych, o odczynie umiarkowanie kwaśnym, zarówno na podłożu mineralnym, jak i organicznym. Źle znosi obecność węglanu wapnia w glebie. W miejscach zacienionych i na siedliskach świeżych płoży się po ziemi i nie zakwita, optymalnie rozwija się w miejscach wilgotnych, w pobliżu zbiorników, na obrzeżach lasu.

### Fitosocjologia
W fitosocjologicznej klasyfikacji zbiorowisk roślinnych wiciokrzew pomorski jest gatunkiem charakterystycznym dla dąbrów z klasy Quercetea robori-petraeae oraz dla zbiorowisk zaroślowo-okrajkowych ze związku Pruno-Rubion fruticosi i zespołu Frangulo-Rubetum plicati. W obrębie dąbrów wyraźnie najliczniej rośnie w kwaśnym lesie brzozowo-dębowym (Betulo-Quercetum), w wilgotnych, piaszczystych zagłębieniach w rejonie wybrzeża morskiego. Dla zespołu tego wiciokrzew uważany jest za gatunek wyróżniający, lub nawet charakterystyczny. Występuje także w buczynach, olsach i łęgach. W miejscach masowego występowania tworzy zwarty kobierzec na dnie lasu, wspina się i oplata rosnące w nim drzewa i krzewy. Zwłaszcza w olszynach z wysoką roślinnością bagienną, bujnie oplecione wiciokrzewem drzewa i krzewy mają osobliwy wygląd przypominając lasy tropikalne.

### Oddziaływania międzygatunkowe i choroby

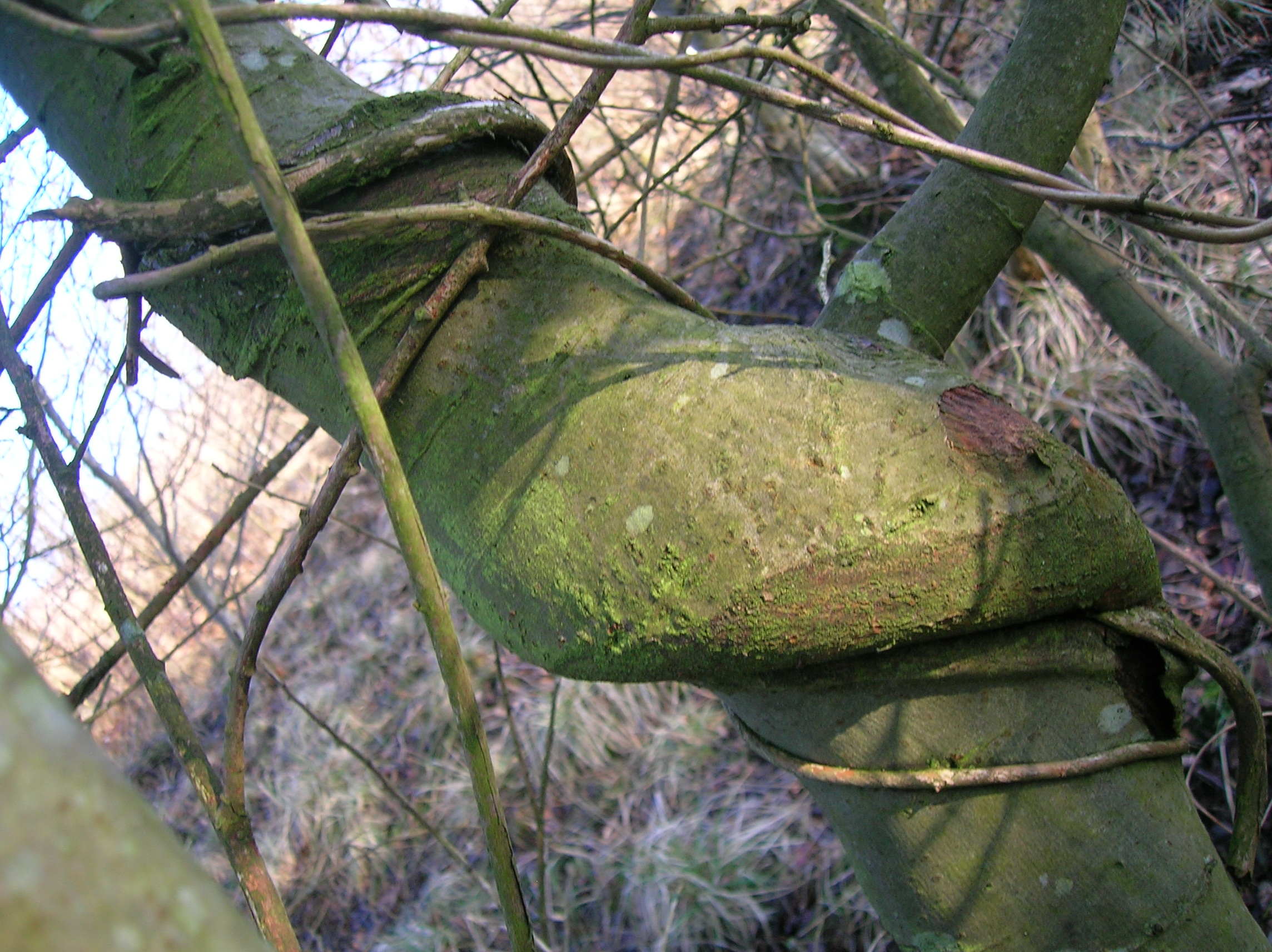
Zdeformowany pień wierzby stanowiącej podporę dla wiciokrzewu

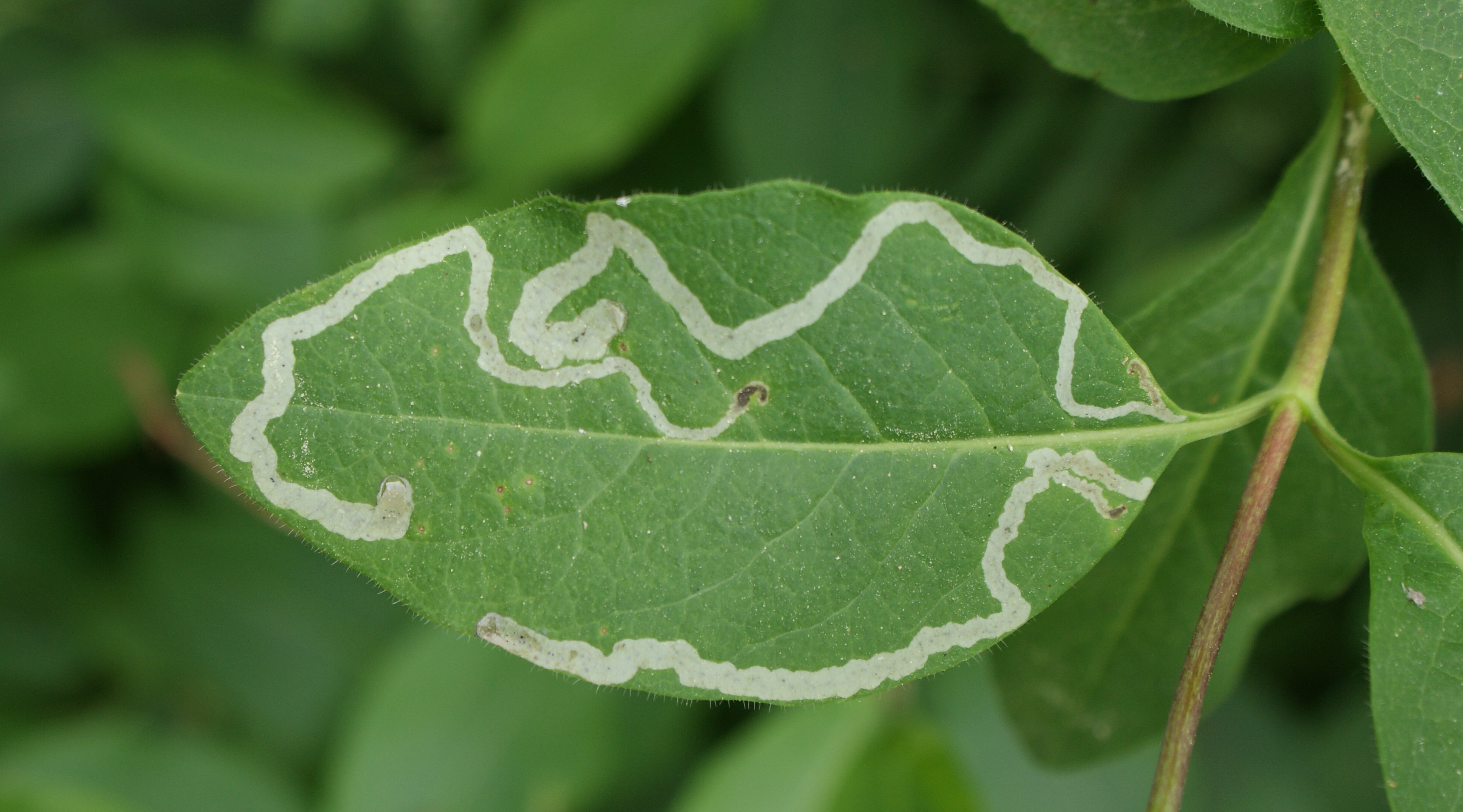
Liść wiciokrzewu z miną larwy muchówki

Skłębione pędy pnącego się wiciokrzewu pomorskiego są chętnie wybierane na miejsce gniazdowania przez drobne ptaki śpiewające. Ptaki drozdowate, wróblowate i muchołówki wykorzystują włóknistą korę do wicia gniazd.
Młode pędy, zwłaszcza na stanowiskach słonecznych lub suchych, atakowane są przez mszyce (Hyadaphis xylostei Schrank i Hydaphis foeniculi). Mszyce przyciągają z kolei sikorki modre, sieciarki i biedronki, poza tym zarażają rośliny wirusem Honeysuckle latent virus (HLV). Na wiciokrzewie pomorskim żerują także gąsienice wielu motyli. W południowym Wiltshire w Anglii na pnączach tych żerowały 34 gatunki ciem. Jest to też roślina pokarmowa pokłonnika kamilla oraz Orchestes lonicerae z ryjkowcowatych. Liście są minowane przez muchówki z rodzaju Chromatomyia (Ch. periclymeni, Ch. lonicerae, Ch. aprilina) oraz Aulagromyza (A. hendeliana, A. cornigera).
Poza wyspecjalizowanymi do korzystania z nektaru wiciokrzewu zawisakowatymi, gatunek ten przyciąga także wiele innych owadów podczas kwitnienia. Błonkówki przegryzają się do wnętrza kwiatu, a niektóre muchówki i trzmiele odwiedzają kwiaty wiciokrzewu po to by zdobyć pyłek kwiatowy. Obfitość owadów przyciąga z kolei nietoperze.
Wiciokrzew pomorski bywa też porażany przez grzyby – Aecidium periclymeni, Erysiphe lonicerae, Mycosphaerella clymenia i Puccinia festucae. Szereg gatunków grzybów stwierdzano na martwym drewnie wiciokrzewów.
Z kolei wiciokrzewy ciasno oplatając drzewa i krzewy ograniczają ich przyrost pni na grubość i w efekcie często powodują ich deformację.

## Systematyka i zmienność
Gatunek ten jest typem nomenklatorycznym podrodzaju Periclymenum (wiciokrzew) obejmującego pnącza o kwiatach zwykle długorurkowych, skupionych na szczytach pędu. Wiciokrzew pomorski wyróżnia się od innych gatunków z tego podrodzaju tym, że najwyższa para liści jest siedząca i nie zrośnięta kołnierzykowato.
W obrębie gatunku wyróżnia się dwa podgatunki:
- ssp. periclymenum – podgatunek nominatywny o cechach (górna para liście siedząca) i zasięgu pokrywającym się z charakterystyką i areałem gatunku, z wyjątkiem południowych krańców Półwyspu Iberyjskiego,
- ssp. hispanica (Boiss. & Reut.) Nyman (syn. Lonicera hispanica Boiss. & Reut.)[4] – podgatunek wyróżniający się tym, że górna para liści pod kwiatostanem jest wyraźnie ogonkowa[18], liście są wyraźniej zaostrzone, od spodu bardziej sine, młode liście owłosione są na obu powierzchniach[49]. Występuje w środkowej i południowej Hiszpanii, w południowej Portugalii oraz w północno-zachodniej Afryce[49].

W obrębie gatunku wyróżnia się liczne odmiany uprawne wyróżniające się intensywniejszą barwą kwiatów, odmiennym zabarwieniem liści, sposobem wzrostu roślin, intensywnością zapachu kwiatów i długością kwitnienia:
- ‘Aurea’ – liście żółtopstre[50],

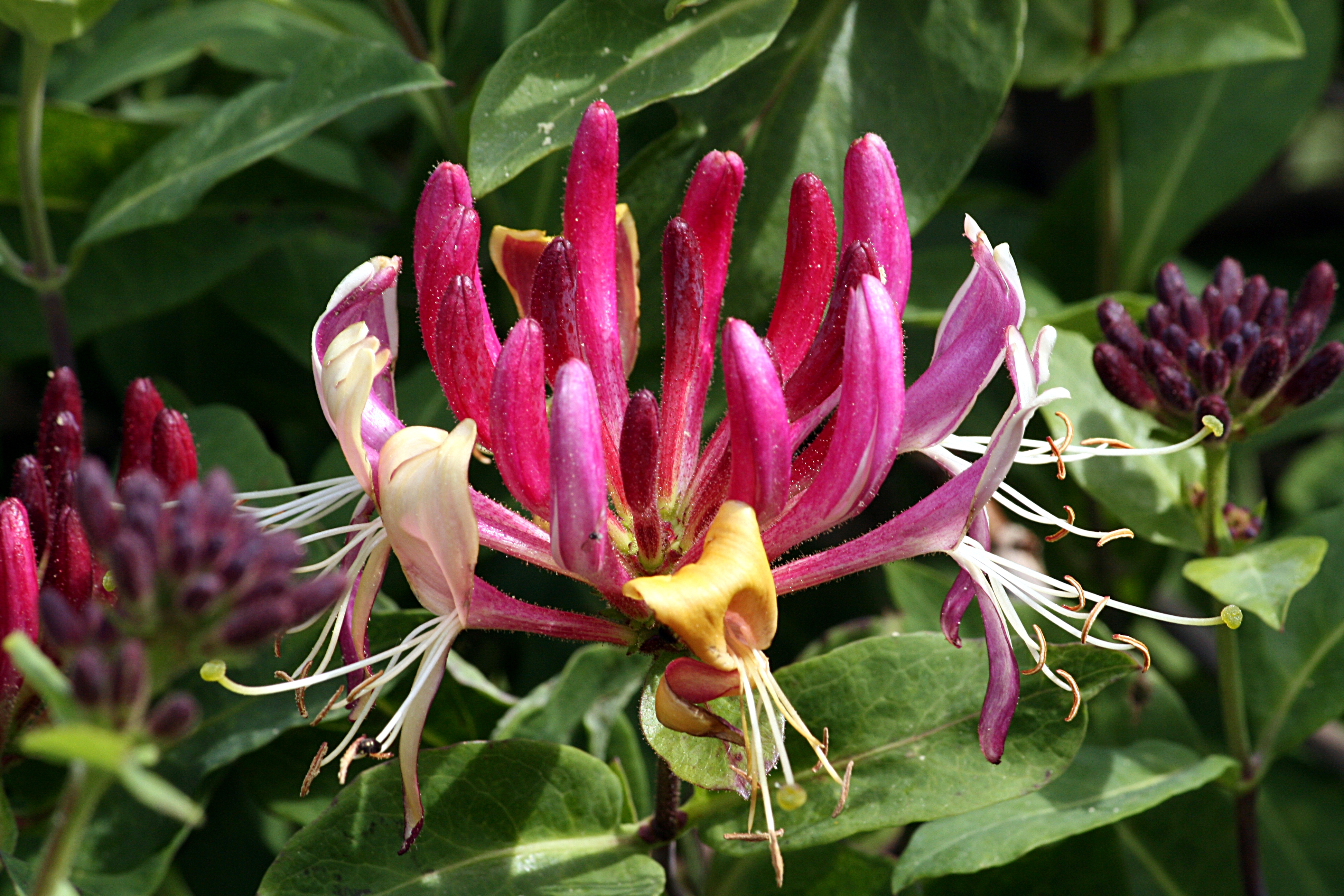
U odmian uprawnych kwiaty są intensywniej wybarwione

- ‘Belgica’ – odmiana belgijska – rośliny o pokroju krzaczastym, liściach grubszych i nagich oraz kwiatach z zewnątrz purpurowych[51],
- ‘Belgica Select’ – dorasta tylko do 3 m wysokości, kwiaty od zewnątrz fioletowo-czerwone, wewnątrz początkowo kremowe, z czasem żółte, kwitnie dwukrotnie od maja do lipca i od końca lipca do października, ma wyraźnie purpurowo nabiegłe szypułki, nerwy i młode pędy[28],
- ‘Berries Jubilee’ – kwiaty żółte, owoce jaskrawoczerwone[50]
- ‘Chojnów’ – rośliny o pokroju zwartym, krzaczastym (osiągają 2–3 m wysokości), kwiaty z zewnątrz ciemnopurpurowe, wewnątrz kremowe, kwitnienie trwa od czerwca do września, liście mniejsze niż u typu, za młodu purpurowo nabiegłe[28],
- ‘Cream Cloud’ – kwiaty białawe[52],
- ‘Graham Thomas’ i ‘Sweet Sue’ – kwiaty barwy początkowo kremowej, później żółtej, kwitnienie od maja do września, bardzo obfite[28],
- ‘Harlequin’ – liście pstre, na brzegu kremowe, często też zaróżowione[53],
- ‘Quercina’ – odmiana dębolistna – liście zatokowo klapowane i zwykle żółto obrzeżone[51],
- ‘Serotina’ (znana też jako ‘Serotina Florida’[53], syn. Lonicera semperflorens Gold.) – odmiana późna – kwitnie bardzo obficie, powtarza kwitnienie od sierpnia do jesieni[15], kwiaty w pąkach oraz z zewnątrz są ciemnopurpurowe, wewnątrz żółte[51],
- ‘Serotina Variegata’ – pstrolistna odmiana późna[53].

## Nazewnictwo
Rodzajową nazwę naukową nadał Linneusz na cześć Adama Lonitzera – niemieckiego lekarza i botanika z XVI wieku. Nazwa gatunkowa pochodzi od dwóch słów greckich – perí co oznacza „wokoło, dookoła” oraz klýmenon oznaczającego „pnącze”. Nazwa Periclymenum w języku greckim u Dioskurydesa odnosiła się do tego lub podobnego mu pnącza.
W starszych publikacjach w języku polskim gatunek opisany jest jako „gdula mniejsza” (u Syreniusza), „kozipowóy” (Marcin z Urzędowa) i „wonny powoy” (Marcin Siennik). W języku kaszubskim gatunek określany jest mianem „kozieniec”. Nazwa „wiciokrzew pomorski” była w użyciu już w okresie międzywojennym, choć równocześnie obok określeń „lonicera okręgowa” i „róża jerychońska”. Współcześnie, obok nazwy „wiciokrzew pomorski” używane bywa określenie „wiciokrzew powojowy”.

## Zagrożenia i ochrona
Gatunek objęty był w Polsce ścisłą ochroną gatunkową na stanowiskach naturalnych od 1957 roku ze względu na rzadkość występowania w znacznej części kraju, zagrożenie dla izolowanych stanowisk, zwłaszcza wzdłuż granicy zasięgu oraz efektowny i oryginalny pokrój (uważany jest za najpiękniejsze pnącze w rodzimej florze). Od roku 2014 objęty jest ochroną częściową. Lokalnie zagrożeniem dla gatunku są prace leśne, trzebież i wycinka drzew, co prowadzić może do niszczenia niektórych, izolowanych stanowisk. Z drugiej strony ze względu na zdolność do ukorzeniania i rozrastania się pędów płożących, ma dużą odporność na uszkodzenia mechaniczne. W związku z ochroną gatunkową, okazy wiciokrzewu pomorskiego rosnące w lasach muszą być zachowywane, chyba że technologia prac prowadzonych w lasach to uniemożliwia przy braku rozwiązań alternatywnych i braku zagrożenia dla populacji. W praktyce zaleca się podczas pozyskiwania drewna zachowywanie wszystkich drzew stanowiących podporę dla tego gatunku.
Liczne populacje wiciokrzewu pomorskiego chronione są w Polsce w szeregu różnych form ochrony przyrody. Lasy z masowo występującym wiciokrzewem na wyspie Wolin, chronione są w granicach Wolińskiego Parku Narodowego, gdzie gatunek ma bardzo duże i niezagrożone zasoby. Bardzo nielicznie rośnie w Wielkopolskim i Słowińskim Parku Narodowym. Stanowiska na granicy zasięgu chronione bywają w formie rezerwatów przyrody tak jest np. w okolicy Krotoszyna (rezerwat Miejski Bór), Warszawy (Biele Chojnowskie) i w Wielkopolsce (Bytyńskie Brzęki).
Ekosystemy, w których występuje wiciokrzew pomorski (kwaśne dąbrowy, buczyny, łęgi i olsy) stanowią siedliska przyrodnicze chronione w europejskiej sieci Natura 2000. W Polsce obszary największej koncentracji stanowisk wiciokrzewu chronione są w dwóch ostojach Natura 2000 – Trzebiatowsko-Kołobrzeski Pas Nadmorski (PLH320017) oraz Wolin i Uznam (PLH320019).

## Zastosowanie
Roślina ozdobnaWiciokrzew pomorski jest często uprawiany jako roślina ozdobna. Walorem są: efektowne i silnie pachnące kwiaty, długi czas kwitnienia, pnący pokrój i długo utrzymujące się jaskrawo czerwone owoce. W uprawie znacznie bardziej cenione od formy typowej, są odmiany, np. ‘Serotina’ o intensywniej wybarwionych kwiatach, kwitnąca do jesieni. Wiciokrzew najlepsze wrażenie robi na stanowiskach, na których może rosnąć swobodnie. Dobrze rośnie przy altanach, pergolach, bramach i innych podporach. Ze względu na długie kwitnienie i efektowny zapach – zalecany jest do sadzenia przy miejscach częstego pobytu ludzi – np. przy ławkach i oknach.
Roślina leczniczaO różnych zastosowaniach leczniczych donoszą głównie starsze źródła. Już Pliniusz Starszy zalecał podawanie tej rośliny w winie jako leku na dolegliwości śledziony. Współcześnie gatunek ten nie jest wykorzystywany leczniczo i nie znajduje się w Farmakopei Polskiej i Europejskiej. Roślina była wykorzystywana przy leczeniu chorób skóry, do usuwania wrzodów. Ziele posiadać miało właściwości wykrztuśne i przeczyszczające. Syrop z kwiatów stosowany był w leczeniu chorób układu oddechowego, podczas gdy napar z liści działać miał korzystnie w leczeniu chorób wątroby i śledziony. Stosowany był też do płukania jamy ustnej w przypadku owrzodzenia. Kwiaty działać miały przeciwskurczowo, ściągająco, moczopędne, wykrztuśne, miały obniżać temperaturę ciała. Owoce działać miały wymiotnie i przeczyszczająco. Ziele stosowane było jako środek wzmacniający skórę i błony śluzowe. Kwiatom i zielu przypisywane jest też działanie napotne, a liściom – lekko przeczyszczające i ściągające. Nasiona działać mają moczopędnie. Gatunek stosowany był także w kuracjach przeciwrakowych.
Roślina jadalnaSłodki nektar bywa wysysany przez dzieci z nasady kwiatów po urwaniu rurki korony. Kwiaty, słodkie w smaku, mogą być zresztą zjadane na surowo w całości.
Roślina pastewnaLiście pnących wiciokrzewów są ulubionym pożywieniem kóz. Nazwa naukowa podobnego gatunku – wiciokrzewu przewiercienia (L. caprifolium) oznacza dosłownie „kozi liść”. Podobnie roślina nazywana jest zwyczajowo w językach francuskim, niemieckim, włoskim i kaszubskim („kozieniec”). Owocami karmiono kury.

## Uprawa
WymaganiaGatunek nie ma istotnych wymagań co do gleby, jednak na glebach suchych i ubogich lepiej rośnie podlewany i nawożony. Jest mrozoodporny w polskich warunkach (strefy mrozoodporności 4–10), choć zdarza mu się przemarzać podczas ostrych zim, przy temperaturach poniżej –20 °C. Rośnie dobrze w pełnym słońcu i w półcieniu, przy czym kwitnienie jest bardziej obfite w tej drugiej sytuacji. Znaczący wpływ na intensywność kwitnienia ma także zastosowanie w nawożeniu pogłównym fosforanu amonu. Jako optymalne warunki rozwoju wskazywane jest też ocienienie dolnych części rośliny przy pełnym nasłonecznieniu górnej części pędów. Wiciokrzew pomorski wymaga podpory (np. pergoli lub drzewa) wokół której się owija, lub przy której pędy trzeba podwiązywać.
PielęgnacjaNie wymaga cięcia poza wiosennym usuwaniem martwych pędów. Co kilka lat zalecane jest jednak silne cięcie odmładzające roślinę.
RozmnażanieW uprawie gatunek ten jest najczęściej rozmnażany wegetatywnie za pomocą sadzonek zielnych pozyskiwanych w czerwcu lub lipcu. Sadzonki te po wysadzeniu w inspektach rozwijają się w nich przez jeden lub dwa lata. Wiciokrzew pomorski rozmnażany jest także za pomocą sadzonek zdrewniałych pozyskiwanych późną jesienią, które dołuje się w piasku na dworze. Wysadza się je do gruntu na wiosnę. Można też stosować rozmnażanie przez odkłady – pędy dwuletnie w maju lub czerwcu przykrywa się ziemią, po czym w ciągu sezonu wegetacyjnego ukorzeniają się i wiosną następnego roku mogą być odcięte od rośliny macierzystej.
Można też stosować rozmnażanie generatywne. Dojrzałe owoce po zbiorze we wrześniu oczyszcza się z miąższu. Pozyskane nasiona wysiewa się niezwłocznie do gruntu lub do inspektu. Nasiona mogą być także stratyfikowane w piasku i wysiane na wiosnę. Wysiane nasiona przykrywa się płytką (2 mm) warstwą ziemi.
Opracowane są także metody skutecznego mikrorozmnażania wegetatywnego in vitro.

## Obecność w kulturze, tradycjach i symbolice
Wiciokrzew pomorski pojawia się w celtyckiej legendzie o Tristanie i Izoldzie. Pnącze to wyrastało na grobie Tristana i oplatało pędami posąg Izoldy, i mimo iż trzykrotnie było ścinane, za każdym razem odrastało w ten sam sposób.
Na Wyspach Brytyjskich charakterystyczny sposób wzrostu wiciokrzewu, oplatający ściśle drzewo stanowiące podporę, powoduje, że gatunek ten symbolizuje miłosne uściski. Zmysłowy zapach kwiatów wywoływać ma marzenia senne pełne miłości i namiętności. Kwiaty wiciokrzewu oznaczają w symbolice kwiatów miłość oddaną, pełną poświęcenia. W końcu wiciokrzew w ogrodzie chronić ma go przed diabłem.